# برام وينشتاين
برام وينشتاين (بالإنجليزية: Bram Weinstein)‏ هو مقدم برامج إذاعية ومعلق رياضي أمريكي، ولد في 22 يناير 1973 في ماريلند في الولايات المتحدة.